# Fimbristylis nutans
Fimbristylis nutans là loài thực vật có hoa trong họ Cói. Loài này được (Retz.) Vahl mô tả khoa học đầu tiên năm 1805.